# Bonne de Savoie (1415-1430)
Pour les articles homonymes, voir Bonne de Savoie.
Bonne de Savoie est une princesse de la maison de Savoie, morte à quinze ans juste avant son mariage.

## Biographie

### Jeunesse
Bonne naît à Thonon en septembre 1415,. Elle est la troisième fille et septième enfant du duc Amédée VIII de Savoie et de  Marie de Bourgogne,,.

### Fiançailles
Elle est fiancée, à l'âge de 10 ans (janvier 1426), à François de Bretagne, devenu comte de Montfort l'année suivante,,,
Pantaléon Costa de Beauregard (1859), puis repris notamment par Max Bruchet (1907), mentionne que la jeune fille a porté le titre de comtesse de Montfort, jusqu'à sa mort en 1430.

### Mort et sépulture
Bonne de Savoie meurt le 25 septembre 1430, à Ripaille,,.
Le corps est acheminé vers l'abbaye d'Hautecombe. Il présenté le 26 dans la cathédrale de Genève. Le lendemain, la cérémonie se déroule dans la nécropole des Savoie,.